# مرعی الرملی
مرعی الرملی (انگلیسی: Marei Al Ramly؛ زادهٔ ۴ دسامبر ۱۹۷۷) بازیکن فوتبال اهل لیبی بود.
وی همچنین در تیم ملی فوتبال لیبی بازی کرده‌است.